# شلوح
شلوح أو الشُّلُوحُ أو الشَّلْحِيُّونَ (بالشلحية: ⵉⵛⵍⵃⵉⵢⵏ ، إيشلحین) هم واحدة من المجموعات الإثنية الأمازيغية الكبرى في شمال إفريقيا وتتواجد أساسا بجبال الأطلس الكبير والأطلس الصغير وسهل سوس في الجنوب الغربي للمغرب. وبلغ تعدادهم سنة 2014 أزيد من 7 ونصف مليون فرد يشكلون 20.14% من سكان المغرب.

## التاريخ
كان الأمازيغ في المغرب يتاجرون مع الفينيقيين والقرطاجيين منذ العصور القديمة على طول الساحل الشمالي الغربي إلى أن أسسوا مملكة موريطنية القديمة والتي سقطت تحت الحكم الروماني سنة 33م.
في القرن السابع وخلال فترة الخلافة الأموية قام العرب بالإستيلاء على المعاقل الأمازيغية والبيزنطيين في شمال غرب إفريقيا بما في ذلك قرطاج عام 698م. على الرغم من سيطرة الأمويين على المغرب على مدى السنوات التالية إلا أن حكمهم كان ضعيفاً بسبب مقاومة السكان المحليين. وفي سنة 739م، هُزم العرب الأمويون على يد البربر في معركة الأشراف وبقي المغرب تحت حكم ممالك أمازيغية مثل بورغواطة وبنو مدرار.
خضع الشلوح بعدها لحكم سلالات محتلفة مثل الأدارسة والمرابطين (1053 – 1147 م) والموحدين (1147 – 1275 م) والمرينية (1213 – 1490 م). والدولة الوطاسية (1470 – 1554 م) والسعديين (1554 – 1659 م). بعدها سلالة العلويين الحالية منذ عام 1668م.

## الثقافة

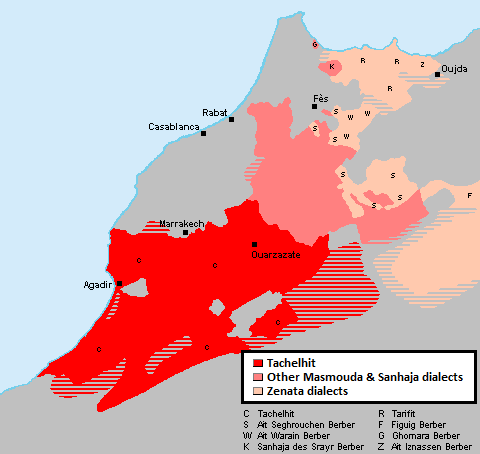
خريطة لأماكن إنتشار تشلحيت.

يعيش الشلوح بشكل رئيسي على تربية المواشي والزراعة في جبال الأطلس ووادي سوس والتي تنتعش خلال مواسم الأمطار. كما أن بعض المجموعات تتحرك مع قطعانها خلال مواسم الجفاف.

### اللغة
يتكلم الشلوح لغة أطلسية أمازيغية تسمى اللغة الشلحية أو تشلحيت أو السوسية وهي من أكبر اللغات أمازيغية من حيث عدد الناطقين. تنتشر أساسا في المغرب الأقصى وخصوصا في مدن منطقة سوس مثل أڭادير والصويرة وتزنيت.

## روابط خارجية
- خارطة المغرب الإثنية واللغوية